# 浅井亮博
浅井 亮博（あさい あきひろ、1975年9月13日 - ）は、日本のレーシングドライバー。

## 経歴

### 生い立ち
東京都出身。アメリカ合衆国のミシガン州で育ったため英語に堪能である。慶応義塾大学商学部卒業。

### カート/フォーミュラトヨタ
全日本カート選手権への参戦を経て、1994年にフォーミュラ・トヨタで4輪レースにデビュー。

### F3/F4ダブルチャンピオン
1995年に全日本F3選手権に東名スポーツから参戦した後に、フォーミュラ4（F4）に参戦し初優勝した。1996年にフナキ・レーシングのワークスドライバーに抜擢された。
1997年には、F4の関東選手権と山陽選手権、鈴鹿選手権に参戦した。安定したドライビングで関東選手権と山陽選手権の両選手権を制覇し、ダブルチャンピオンになった。

### オーストラリア
1998年から1999年にかけては、オーストラリアのトップ・フォーミュラであったフォーミュラ・ホールデンに参戦して、最高位2位を含む多数の入賞を記録。1998年に開催されたニュージーランド・グランプリを含むタスマン・カップにも出場した。また2002年にもフォーミュラ・ホールデンに参戦して年間ランキング5位を獲得した。

### アメリカ
2000年にはアメリカ及びカナダで、CART傘下のアトランティック・チャンピオンシップに参戦、シーズン途中からの参戦にもかかわらず、参戦後から上位争いを展開、全12戦中8戦に参戦しランキング15位。

### スーパーGT/スーパー耐久
帰国後耐久レースの名門「チーム・タイサン」から2003年全日本GT選手権(JGTC)にシーズン参戦し、デビュー戦でGT300クラス優勝を飾る。JGTCには2004年も参戦した。
SUPER GTとなった2005年と2010年にも出場した。2005年にはスーパー耐久ST3クラスにシーズン参戦し優勝1回　年間ランキング3位を獲得した。2006年にはスーパー耐久ST1クラスにスポット参戦し3位表彰台を獲得したほか、2014年にもスポット参戦している。

### GTアジア / アジアン・ル・マン・シリーズ / スーパーカータイランド

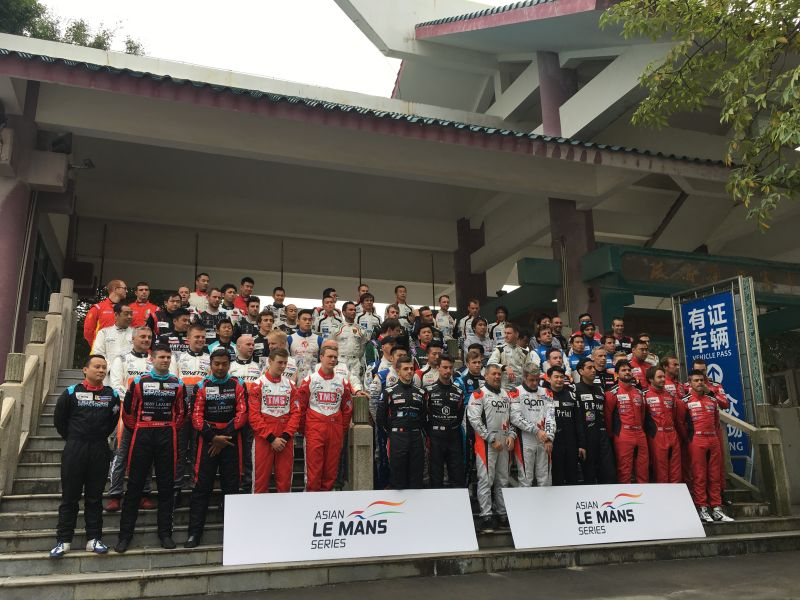
アジアン・ル・マン・シリーズ（2016年）

2009年にタイのバンセン耐久レースにスポット参戦したのをきっかけに、アジアに進出し、2010年にはタイ最高峰のGTカーレース、スーパーカー・タイランドに参戦し初戦から2連勝した。
2011年にはフル参戦し、タイ最大の市街地公道レース、バンセン・グランプリで優勝し年間クラスチャンピオンを獲得した。2012年にも年間ランキング2位を獲得した。2013年のGTアジアではポールポジション獲得、またアジアン・ルマン・シリーズや、マレーシアメルデカ12時間耐久レースなどにも参戦した。

### タイランド・スーパーシリーズ/ブランパンGT・アジア
2013年から2018年まではタイランド・スーパー・シリーズに参戦し、2014年GTCクラスチャンピオン、2018年にはGT3クラスで年間ランキング2位となった。2019年にはブランパンGT・アジアシリーズに参戦し、AMクラスランキング2位となった。

## レース戦績
- 1993年  全日本カート選手権（SRSスガヤ）
- 1994年 フォーミュラ・トヨタ（RSセリザワ）
- 1995年 
  - F4鈴鹿選手権、山陽選手権（フナキレーシング）
  - 全日本F3選手権 スポット参戦　（東名スポーツ・オペル）
- 1997年
  - 関東F4選手権チャンピオン
  - 山陽F4選手権チャンピオン　
  - 鈴鹿F4選手権6位（フナキレーシング）
- 1998年 フォーミュラ・ホールデン（Hocking Motorsport）
- 1999年
  - フォーミュラ・ホールデン　（NRC International）　
  - JGTC GT500マクラーレンF1 GTR テスト(一ツ山レーシング）
- 2000年
  - CART トヨタ・アトランティック  (World Speed Motorsport)　　　　　　　
  - INDY LIGHTS テスト（Conquest Racing)
- 2002年 フォーミュラ4000選手権　（Hocking Motorsport）
- 2003年 全日本GT選手権GT300クラス (Endless Taisan Porsche)
- 2004年 全日本GT選手権GT300クラス (Endless Taisan Porsche)
- 2005年
  - スーパー耐久シリーズ ST3クラス(岡部自動車RX7）　
  - SUPER GT300クラス (TTO ADVAN)
- 2006年 スーパー耐久シリーズ ST1クラス（Seico Carrera Racing Porsche）
- 2009年 バンセン・グランプリ耐久レース – (タイ)
- 2010年
  - SUPER GT300クラス（LMP MOTORSPORT Porsche）
  - SUPERCARタイランド（TEAM YOKOHAMA ASAI)
- 2011年
  - SUPERCARタイランド NAクラス年間チャンピオン (YOKOHAMA RACING TEAM Porsche)
  - マレーシア・メルデカ12時間耐久 (Asia Pacific Racing Gallardo GT3)
- 2012年
  - SUPERCAR タイランド (Vattana Motorsport)
  - GTアジア・シリーズ (Arrows Racing Gallardo)
- 2013年
  - GTアジア・シリーズ (一ツ山レーシングAudi R8、Arrows Racing Lamborghini Gallardo GT3）
  - タイランド・スーパー・シリーズ (Vattana Motorsport Porsche GT3)
  - アジア・ルマン・シリーズ 第1戦 (AAI STRADA McLaren GT3)
  - アジア・ルマン・シリーズ 第2戦 (TEAM TAISAN ENDLESS KEN Porsche GT3R)
- 2014年
  - タイランド・スーパー・シリーズGTCクラスチャンピオン(Vattana UNITY Ferrari F430 GT)
  - スーパー耐久シリーズ ST2クラス（Mitsubishi Lancer EvoⅨ）
- 2015年
  - GTアジア・シリーズ (Ferrari 458 GTC)
- 2016年
  - タイランド・スーパー・シリーズ　(Vattana Motorsport Gallardo GT3)
  - アジアン・ル・マン・シリーズ
- 2017年
  - タイランド・スーパー・シリーズ　(Vattana Motorsport Gallardo GT3)
  - バンセン・グランプリ耐久レース

- 2018年
  - タイランド・スーパー・シリーズ 年間ランキング2位　(Vattana Motorsport Gallardo GT3)
  - ランボルギー二・スーパー・トロフェオ・アジア　年間ランキング2位　（Gama Racing Huracan)

- 2019年
  - ブランパンGT・アジアシリーズ　AMクラス年間ランキング2位 (Vattana Motorsport Huracan GT3)

### 全日本GT選手権/SUPER GT
| 年     | チーム                     | 使用車両      | クラス | 1     | 2      | 3      | 4      | 5      | 6      | 7     | 8      | 順位 | ポイント |
| ------ | -------------------------- | ------------- | ------ | ----- | ------ | ------ | ------ | ------ | ------ | ----- | ------ | ---- | -------- |
| 2003年 | TEAM TAISAN Jr.            | ポルシェ・911 | GT300  | TAI 1 | FSW 11 | SUG 13 | FSW 8  | FSW 10 | TRM 18 | AUT 8 | SUZ 5  | 10位 | 38       |
| 2004年 | TEAM TAISAN                | ポルシェ・911 | GT300  | TAI   | SUG    | SEP 10 | TOK    | TRM    | AUT    | SUZ   |        | 22位 | 1        |
| 2005年 | テラモトテクニカルオフィス | ポルシェ・911 | GT300  | OKA   | FSW    | SEP    | SUG 13 | TRM    | FSW    | AUT   | SUZ    | NC   | 0        |
| 2010年 | LMP MOTORSPORT             | ポルシェ・911 | GT300  | SUZ   | OKA    | FSW    | SEP    | SUG    | SUZ 11 | FSW C | TRM 15 | NC   | 0        |